# Васильев, Анатолий Фёдорович (Герой Социалистического Труда)
Анато́лий Фёдорович Васи́льев (17 сентября 1936, Сампурский район, Воронежская область — 26 марта 2024) — наладчик станков Пензенского производственного объединения «Электромеханика» Министерства приборостроения, средств автоматизации и систем управления СССР, Герой Социалистического Труда (1981).

## Биография
Родился 17 сентября 1936 года в деревне Осиновка (ныне — в Тамбовской области) в семье крестьян. В 1956 году окончил школу, в 1957 — техническое училище № 6 в Пензе по специальности «главный кондуктор». Работал кондуктором резерва на станции Пенза I. В 1959—1962 годы служил в Советской армии. В 1962 году принят в КПСС.
С февраля 1963 по 2003 год работал учеником наладчика, наладчиком на пензенском заводе точной электромеханики (с 1976 ПО «Электромеханика», с 2020 - ПАО «Электромеханика»); постоянно перевыполнял производственные нормы. В 1981 году за производственные успехи удостоен звания Героя Социалистического Труда.
С 2003 года — на пенсии; с 2005 — председатель Пензенской региональной общественной организации «Трудовая доблесть России». Избирался членом бюро Ленинского райкома КПСС, депутатом Пензенского горсовета, членом облсовпрофа и ВЦСПС.
Скончался 26 марта 2024 года в г. Пензе на 88-м году жизни.
В некрологе, опубликованном от имени губернатора Пензенской области Олега Мельниченко, председателя Законодательного собрания Пензенской области Вадима Супикова и других официальных лиц было подчеркнуто, что «имя Анатолия Федоровича Васильева навсегда вписано в историю Пензенской области», а «его любовь к труду и родному предприятию, ответственность, самоотдача стали примером для нескольких поколений пензенцев».
Анатолий Васильев похоронен на Аллее славы Новозападного кладбища г. Пензы.

### Семья
Был женат, имел дочь.

## Награды
- медаль «В ознаменование 100-летия со дня рождения Владимира Ильича Ленина» (1970)[5]
- орден «Знак Почёта» (1971)
- орден Октябрьской Революции (1976)
- знак «Отличник приборостроения» (1980)
- Герой Социалистического Труда (медаль «Серп и Молот» и орден Ленина; 31.3.1981)[4][6]
- медаль «Ветеран труда» (1986)[5]
- памятный знак «За заслуги в развитии города Пензы» (27.11.2009)[10].

## Комментарии
1. ↑  Деревня Осиновка[1], входившая в состав Меднинского сельского Совета Сампурского района, упразднена 15 апреля 1976 года[2]; ныне входит в состав села Медное[3] того же района.